# Північний похід
Північний похід — військова кампанія гоміньданівської Національно-революційної армії Китаю під керівництвом Чан Кайші за підтримки комуністів, що відбувалась у 1926-1927 роках. Метою походу було об'єднання країни військовим шляхом. Число військовиків, які брали участь у поході складало від 100 000 до 250 000 осіб.

## Передумови
Ідея військового походу з Гуандунської бази на північ, щоб збройним шляхом об'єднати Китай під владою Гоміньдану, належала Сунь Ятсену. До весни 1926 року владу Національного уряду визнали в сусідніх з Гуандуном південних провінціях: Гуансі та Ґуйчжоу. Їхні війська увійшли до складу НРА.
У провінції Хунань, що межувала з Гуандуном на півночі, правив губернатор, що належав до проанглійської чжилійської кліки. Проти нього повстав дивізійний командир генерал Тан Шенчжі, який вимагав визнання влади Національного уряду Гоміньдану. На допомогу йому в квітні 1926 року були відряджені війська НРА.
Травневий пленум ЦВК Гоміньдану ухвалив рішення про підготовку до припинення Гонконг-Гуанчжоуського страйку, щоб убезпечити тил під час Північного походу (англійська влада в лютому 1926 року знову намагалась здійснити військову блокаду порту Гуанчжоу). Для керівництва масовим рухом на підтримку Північного походу пленум започаткував Об'єднаний комітет селян, робітників, торговців та учнів. Маніфест того комітету містив заклик до соціальної єдності. Пленум призвів до надзвичайного посилення влади Чан Кайші: його було обрано одразу на кілька постів — голови щойно заснованого Постійного комітету ЦВК Гоміньдану, голови Військової ради Національного уряду, головнокомандувача НРА, завідувача оргвідділу й відділу військових кадрів.
ЦК КПК за порадою Комінтерну визнав необхідною тактику відступу та поступок Чан Кайші заради єдності революційних сил і підготовки військового походу на північ.
У травні 1926 року за ініціативою КПК у Гуанчжоу були скликані III Всекитайський з'їзд профспілок і з'їзд селянських союзів Гуандуну. Обидва з'їзди підтримали рішення уряду щодо збройної боротьби проти мілітаристів, вітали початок Північного походу.

## Розстановка сил
Влітку 1926 року сили мілітаристів розташовувались таким чином: Маньчжурія, провінція Шаньдун і центральний район Пекін-Тяньцзінь контролювались фентянською клікою, ватажками якої були Чжан Цзолінь і Чжан Цзунчан. Центральний Китай (південний захід провінції Чжилі, Хенань, східна частина Шеньсі, Хубей, Хунань) контролювались чжилійською клікою на чолі з У Пейфу. Східний Китай (провінція Цзянсу з Шанхаєм, а також Аньхой, Чжецзян, Цзянсі, Фуцзянь) контролювались маршалом Сунь Чуаньфаном, який відколовся від чжилійської кліки.
Сили мілітаристів, проти яких діяла НРА, перевищували її чисельність, однак сили мілітаристів були розрізненими. До того ж в їхньому тилу на північному заході перебували вцілілі частини 1-ї Національної армії Фен Юсяна. В розробці плану бойових операцій і боях брали активну участь радянські військові спеціалісти на чолі з Василем Блюхером. Радянський Союз надіслав НРА значні партії зброї й літаки.
Підтримка походу широкими верствами населення проявилась уже в Гуандуні. Тисячі трудящих, багато хто з гонконзьких страйкарів вирушили в похід разом із НРА в якості носіїв, вантажників, шляхових будівельників, провідників тощо. Студенти, робітники, селяни створили санітарні загони.

## Перебіг кампанії

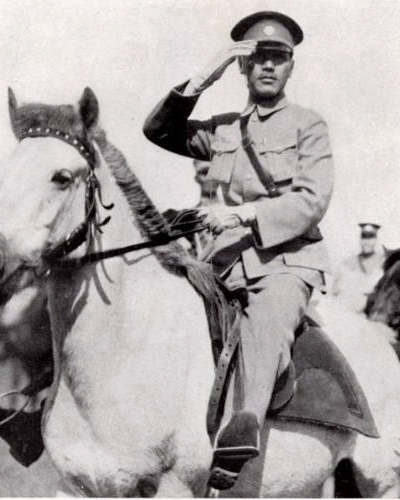
Чан Кайші 1926 року

Національний уряд проголосив початок Північного походу 1 липня 1926 року, однак уже наприкінці травня 1926 року до Хунані ввійшов Окремий полк 4-го корпусу НРА під командуванням комуніста Є Тіна.
Вже до кінця серпня вся провінція Хунань була очищена від військ У Пейфу. НРА стрімко рухалась до одного з найбільших економічних центрів країни — Ухані. 10 жовтня захопленням Учана завершився розгром військ У Пейфу в провінції Хубей.
У вересні того ж року основні сили НРА були спрямовані до провінції Цзянсі проти мілітариста Сунь Чуаньфана, який розірвав зв'язки з клікою У Пейфу й контролював п'ять провінцій Східного Китаю. Наньчан — центр провінції Цзянсі — був зайнятий військами під командуванням Чан Кайші в листопаді 1926 року, там було облаштовано його військову ставку. До кінця року була зайнята провінція Фуцзянь.
Успіхи Північного походу НРА відродили активність Національної армії. В вересні 1926 року Фен Юсян повернувся з СРСР до Китаю та заявив про приєднання своїх військових сил до НРА. За допомоги Радянського Союзу було відновлено боєздатність Національної армії, забезпечивши її висунення з північного заходу на з'єднання з НРА.
Успіхи НРА також спричинили спроби консолідації сил мілітаристських клік, що протистояли одна одній. У листопаді 1926 року на нараді найбільших мілітаристів у Тяньцзіні було ухвалено рішення про створення об'єднаної «армії вмиротворення держави» на чолі з Чжан Цзолінем. Однак старе протистояння не було подолано, й координація сил мілітаристів виявилась недостатньою.
Під враженням від перемог НРА багато мілітаристів, остерігаючись розгрому, переходили на її бік заради збереження своїх сил. Чисельність НРА зростала, втім її революційно-політичні якості знизились. Посилились суперечності й у командуванні НРА, й у гоміньданівському керівництві. Особливо гостро постало питання про нове місцезнаходження Національного уряду (Гуанчжоу, звідки починався Північний похід, уже став глибоким тилом). Чан Кайші наполягав на переводі резиденції уряду й ЦВК Гоміньдану до Наньчана, де розташовувалась його ставка. Ліві гоміньданівці, особливо комуністи, наполягали на переводі уряду до Ухані, де ніс варту полк комуніста Є Тіна та ширився робітничий рух. Конференція ЦВК Гоміньдану 15 жовтня 1926 року ухвалила рішення викликати з-за кордону Ван Цзінвея, щоб він знову зайняв свій пост голови Національного уряду. Таке рішення було спрямовано на послаблення впливу Чан Кайші.
1 січня 1927 року Ухань було визнано столицею Китаю й резиденцією Національного уряду. Чан Кайші залишився в Наньчані. Керівництво Гоміньдану було занепокоєне зростанням його претензій на військове лідерство. 10 березня III Пленум ЦВК Гоміньдану в Ханькоу позбавив Чан Кайші його численних посад у ЦВК, але залишив пост головнокомандувача НРА. До уханьського уряду, яким керував Ван Цзінвей з-за кордону, були введені два комуністи: Тань Піншань став міністром сільського господарства, Су Чжаочжен — міністром праці.
Допомога робітників, студентів, буржуазії міст, які займала НРА, надавалась під антимілітаристськими й антиімперіалістичними гаслами. Сільське населення було обурене свавіллям місцевих мілітаристів в оподаткуванні й також підтримувало НРА.
В Ухані після зайняття міста НРА одразу ж розгорнулись страйки на численних іноземних підприємствах, проходили антиіноземні мітинги й демонстрації. 4 січня 1927 року міські маси спільно з бійцями НРА захопили територію англійської концесії в Ханькоу. 7-8 січня також була звільнена територія англійської концесії в Цзюцзяні. Національний уряд домігся від Англії офіційного підтвердження повернення тих концесій Китаю.
Наступ на Шанхай, що перебував під владою мілітариста Сунь Чуаньфана, здійснювали війська НРА під командуванням Бай Чунсі, підлеглого Чан Кайші. 21 березня, коли частини НРА наблизились до Шанхаю, під керівництвом комуністів почалось збройне повстання всередині міста. Робітничі загони нападали на війська мілітариста Сунь Чуаньфана. В ніч на 22 березня 1927 року Шанхай був захоплений, було створено тимчасовий уряд на чолі з комуністами, що визнав владу уханьського уряду. Війська НРА ввійшли до Шанхая 22 березня, коли сили Сунь Чуаньфана вже залишили місто.
Наступного дня після Шанхая, 23 березня, іншою групою військ Чан Кайші був зайнятий Нанкін. Під час боїв у місті стались окремі інциденти, в результаті яких постраждали деякі іноземці. 24 березня військові судна Англії та США здійснили масоване бомбардування зайнятого НРА Нанкіна. В порту сконцентрувались військові кораблі й інших держав. 11 квітня 1927 року Англія, США, Японія, Франція й Італія надіслали до ставки Чан Кайші й уханьського уряду спільний ультиматум, вимагаючи покарання винних в інцидентах, що стались під час зайняття Нанкіна, принесення вибачень, сплати досить високої компенсації й заборони антиіноземних дій на підвладних ним територіях. Створювалась загроза військової інтервенції з боку перелічених держав.
Той демарш Чан Кайші сприйняв як сигнал до приборкання комуністів. 12 квітня 1927 року за наказом Чан Кайші в Шанхаї було проведено антикомуністичні акції. Такі ж акції проводились і в інших містах країни. 18 квітня Чан Кайші створив у Нанкіні уряд, влада якого поширювалась на чотири провінції: Цзянсу, Чжецзян, Фуцзянь, Аньхой.
В Ухані тривала співпраця лівого крила Гоміньдану з комуністами. На початку квітня 1927 року Національний уряд знову очолив Ван Цзінвей. Територія Уханьського центру включала провінції Хунань, Хубей і Цзянсі. З усіх сторін тому району загрожували ворожі сили: з півночі — війська фентянської кліки, з півдня — армія гоміньданівського генерала Лі Цзішеня, зі сходу — війська Чан Кайші, з заходу — армія сичуанського мілітариста Ян Сеня. Економічне становище району, заблокованого противниками, щодня погіршувалось.

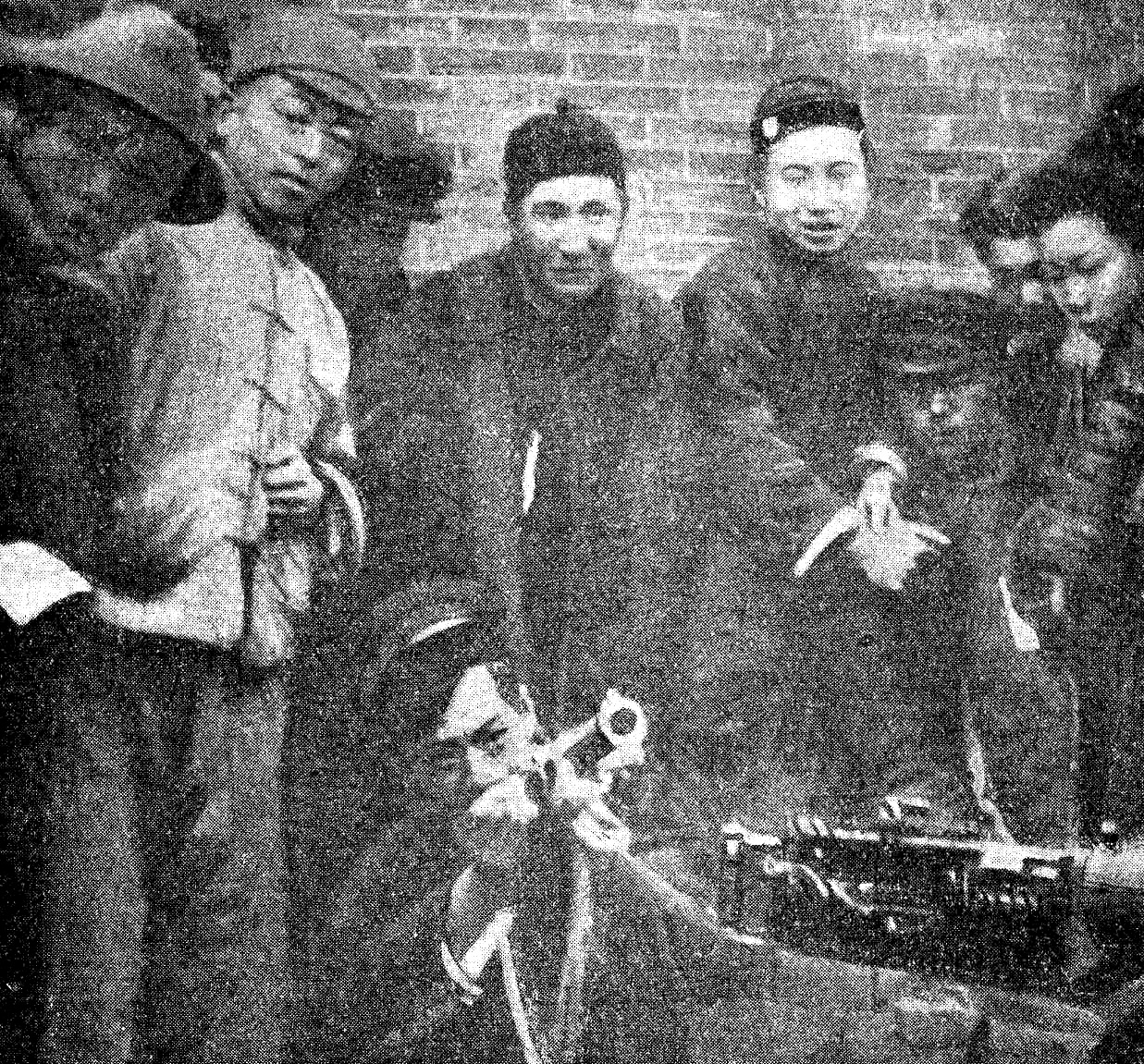
Робітники Шанхая під час повстання 1927 року

Труднощі уханьського уряду поглибились у зв'язку з заколотами військових командирів НРА, роздратованих діями комуністів, що активізували виступи загонів селянських союзів і робітничих пікетів. 17 травня командир дивізії НРА Ся Доуїнь підбурив заколот, вимагаючи приборкати селянські союзи. 21 травня командир полку НРА Сюй Кесян у головному місті провінції Хунань Чанша роззброїв робітничі пікети й вигнав комуністів. Таке ж здійснив у Наньчані командир корпусу НРА Чжу Пейде.
15 липня 1927 року ЦВК Гоміньдану в Ухані ухвалив рішення про розрив з КПК, однак це не призвело до об'єднання уханьського угруповання Гоміньдану з нанкінською групою, позиції якої на той час зміцнювались. 20 червня до нанкінського Гоміньдану долучилось угруповання «сішаньців», що мало вплив у Шанхаї. Влітку 1927 року владу нанкінського уряду визнали мілітаристи, які володарювали в провінціях Гуансі, Гуандун і Сичуань. Однак Ухань залишався самостійним. Ван Цзінвей навіть претендував на партійне лідерство в Гоміньдані.
На початку травня 1927 року війська Чан Кайші відновили Північний похід. Щоб перешкодити їхньому просуванню та розгрому мілітариста прояпонської орієнтації Чжан Цзунчана, який відступив у Шаньдун, Японія висадила в шаньдунському порту Циндао свої війська. Таке ускладнило здійснення походу. 12 серпня Чан Кайші подав у відставку та виїхав до Японії.
Користуючись відсутністю Чан Кайші, проти його союзників з провінції Гуансі восени 1927 року виступив уханьський головнокомандувач Тан Шенчжі, втім його війська зазнали нищівної поразки, а сили гуансійських мілітаристів зайняли Ухань. Ван Цзінвей і його прибічники перебазувались до Гуанчжоу.
В листопаді 1927 року Чан Кайші повернувся з Японії, а в грудні був призначений головнокомандувачем НРА. В лютому 1928 року IV Пленум ЦВК Гоміньдану започаткував у Нанкіні Національний уряд, який очолив Чан Кайші. Офіційною столицею Китаю став Нанкін.
У квітні 1928 року НРА відновила Північний похід. Спільно з НРА в поході брали участь Національні армії Фен Юсяна, що контролювали провінції Хенань, Шаньсі, Ганьсу, й армія губернатора провінції Шаньсі Янь Сішаня. Військам НРА протистояли сили коаліції північних мілітаристів на чолі з Чжан Цзолінем.
Під натиском НРА мілітаристські війська відступили до центру провінції Шаньдун — міста Цзінань. Щоб попередити розгром армії Чжан Цзоліня, японські війська обстріляли Цзінань, зайнятий НРА. Загинули тисячі гоміньданівських солдат і мирних жителів. На вимогу Японії НРА була змушена залишити Цзінань і зону залізниці Тяньцзінь-Пукоу.
Більш успішно просувались війська Янь Сішаня, що в червні 1928 року зайняли Пекін (одразу ж перейменований на «Бейпін») і Тяньцзінь. Загибель Чжан Цзоліня в червні того ж року спростила Гоміньдану об'єднання країни. Син Чжан Цзоліня — Чжан Сюелян, який успадкував володіння батька, в грудні 1928 року визнав нанкінський уряд.

## Значення
Військове об'єднання Китаю під владою Гоміньдану означало, відповідно до вчення Сунь Ятсена, завершення «військового періоду» національної революції. Наприкінці 1928 року ЦВК Гоміньдану, відповідно до доктрини Сунь Ятсена, оголосив про початок з 1 січня 1929 року «періоду політичної опіки» терміном на шість років. Той період мав підготувати встановлення в країні конституційного правління, що здійснювалось Національними зборами, що обираються народом.